# Kinbergonuphis bathyalis
Kinbergonuphis bathyalis är en ringmaskart som beskrevs av Kirkegaard 1996. Kinbergonuphis bathyalis ingår i släktet Kinbergonuphis och familjen Onuphidae. Inga underarter finns listade i Catalogue of Life.